# Gmina Kosjerić
Gmina Kosjerić (serb. Opština Kosjerić / Општина Косјерић) – gmina w Serbii, w okręgu zlatiborskim. W 2018 roku liczyła 10 814 mieszkańców.